# Alrik Otto Sundgren
Alrik Otto Sundgren, född 30 mars 1830 i Livgardet till häst församling, Stockholms stad, död 18 januari 1906 i Livgardet till häst församling, Stockholms stad, var en svensk basbasunist vid Kungliga hovkapellet.

## Biografi
Alrik Otto Sundgren föddes 1830 i Livgardet till häst församling, Stockholms stad. Han var son till trumpetaren C. G. Sundgren. Sundgren var anställd vid Livgardet till hästs musikkår och anställdes 1 februari 1863 som basbasunist vid Kungliga hovkapellet i Stockholm.